# Duke of Hamilton

Wappen des Dukes of Hamilton aus dem Hause Hamilton

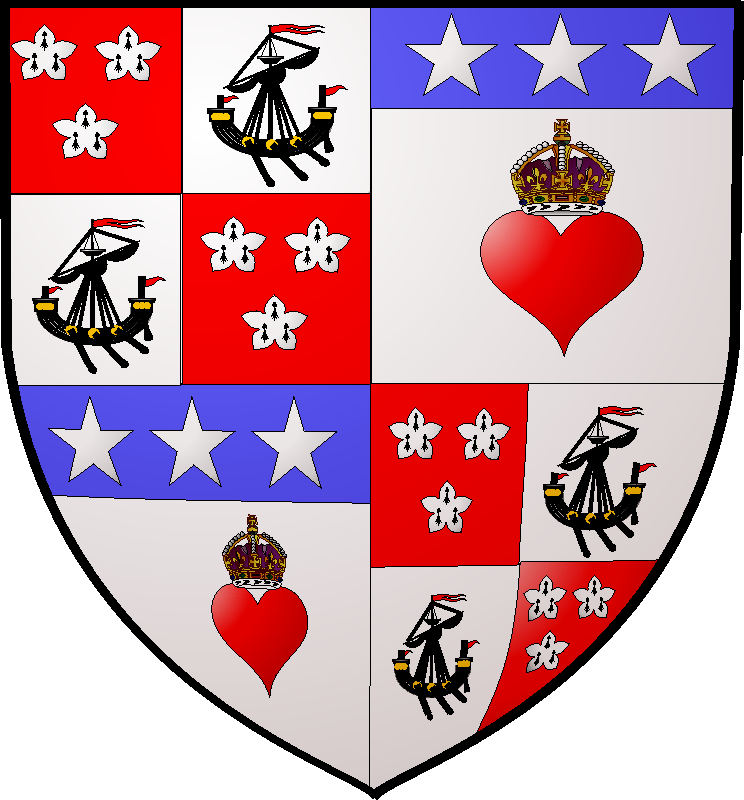
Wappen des Dukes of Hamilton aus dem Hause Douglas-Hamilton

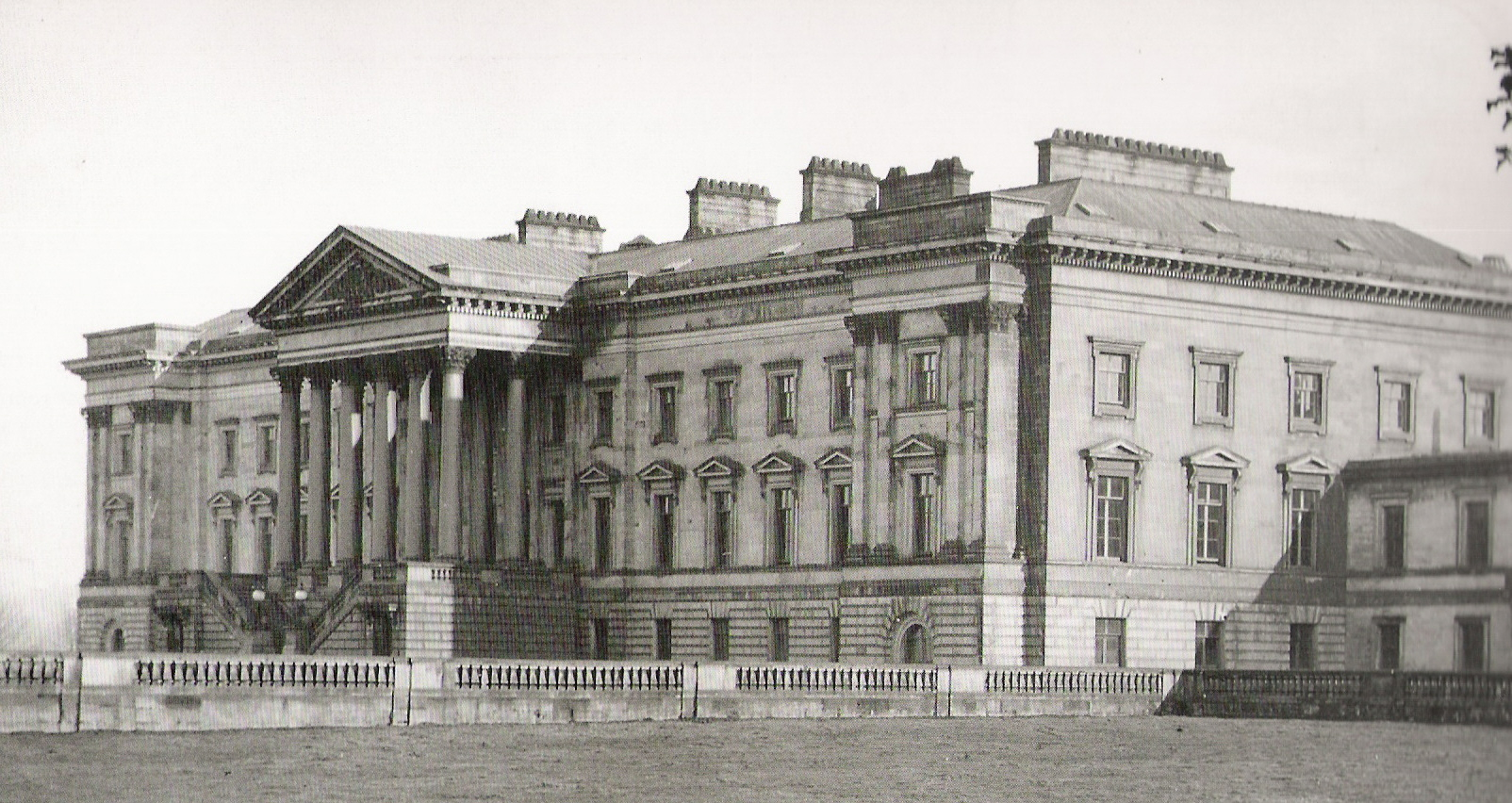
Hamilton Palace, 1916 (1927 abgerissen)

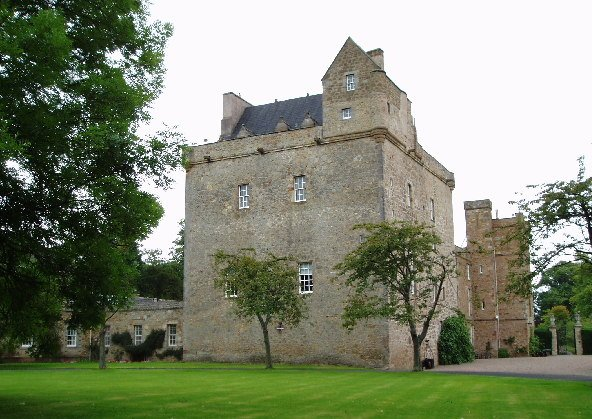
Lennoxlove House

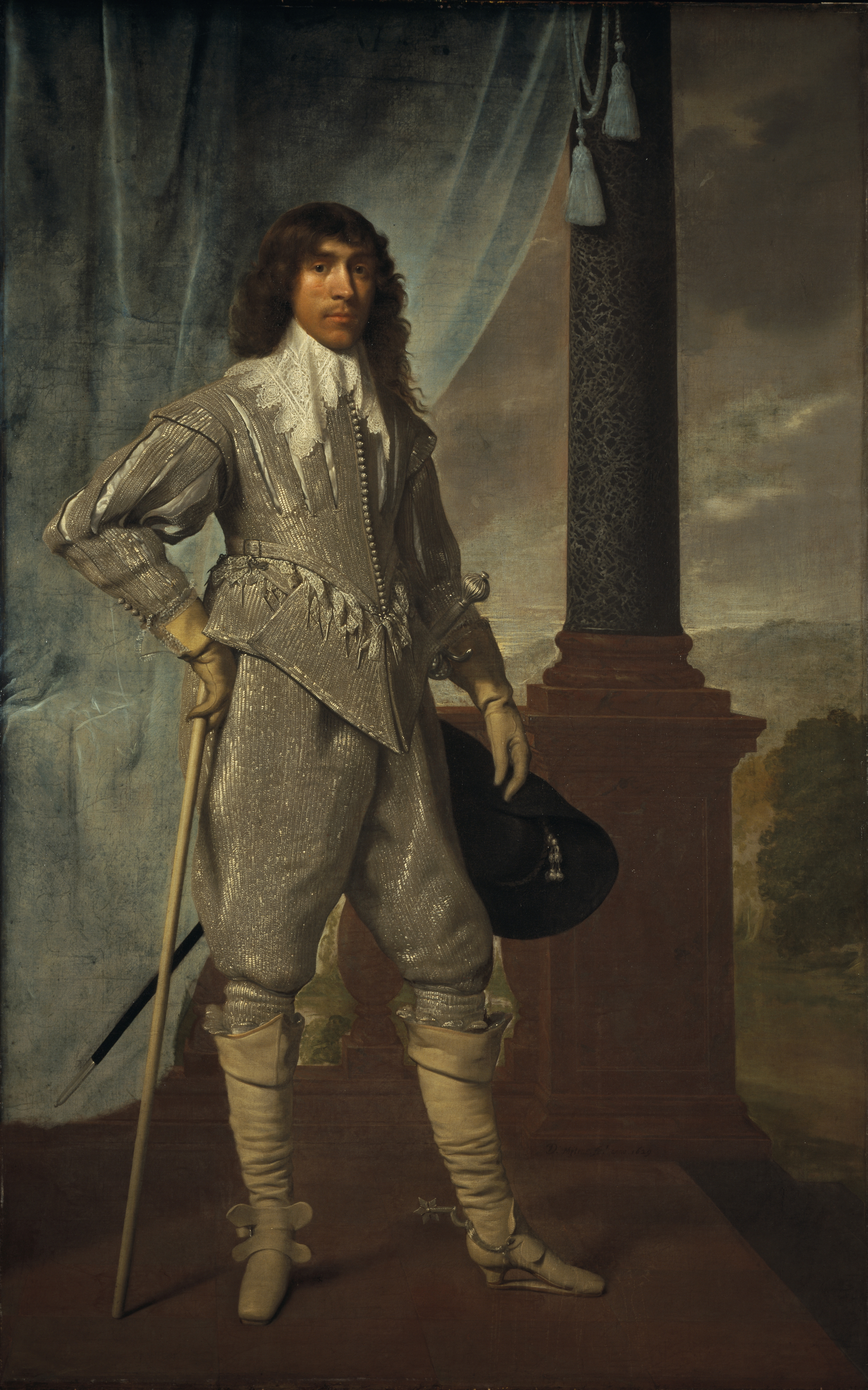
Daniel Mytens, James Hamilton, 1. Duke of Hamilton, 1629

Duke of Hamilton ist ein erblicher britischer Adelstitel in der Peerage of Scotland.
Bei dem Dukedom handelt es sich um die älteste noch bestehende Verleihung eines Duke-Titels dieser Peerage (nach dem der Königsfamilie zugeordneten Titel Duke of Rothesay), wodurch der Titelträger gemäß der Protokollarischen Rangordnung der Premier Peer of Scotland ist. Der jeweilige Duke ist zugleich erblicher Clan Chief des Clan Hamilton sowie Oberhaupt der Familien Hamilton und Douglas. Familiensitz der Dukes war bis 1919 Hamilton Palace in South Lanarkshire und ist heute Lennoxlove House in East Lothian.

## Verleihung und nachgeordnete Titel
Der Titel wurde am 12. April 1643 für James Hamilton, 3. Marquess of Hamilton, geschaffen. Zusammen mit der Dukewürde wurden ihm die nachgeordneten Titel Marquess of Clydesdale, Earl of Arran und Lord Aven and Innerdale verliehen. Die Verleihung erfolgte mit der besonderen Erbregelung, dass die Titel in Ermangelung eigener männlicher Nachkommen auch an dessen Bruder William und dessen männliche Nachkommen, sowie in deren Ermangelung auch in weiblicher Linie vererbbar seien. Da der 1. Duke keine Söhne hatte, fielen alle seine Titel 1649 an seinen Bruder William Hamilton als 2. Duke. Diesem waren bereits am 31. März 1639 die Titel Earl of Lanark und Lord Machanshire and Polmont verliehen worden.
Als dieser ohne Nachkommen starb, fielen seine Titel aufgrund der besonderen Erbregelung an dessen Nichte Anne, die Tochter des 1. Dukes. Sie heiratete 1656 William Douglas, 1. Earl of Selkirk, aus dem Adelsgeschlecht Douglas, der 1660 den Nachnamen Douglas-Hamilton annahm sowie auf Lebenszeit (Life Peer) zum Duke of Hamilton erhoben wurde. Der Duke wurde High Commissioner und High Admiral von Schottland und erblicher Verwalter von Holyrood Palace, wo die Hamiltons dann bis Mitte des 19. Jahrhunderts einen Teil des Palasts bewohnten.
Ihr gemeinsamer Sohn beerbte bereits 1698 seine Mutter als 4. Duke, die zu seinen Gunsten vorzeitig auf ihre Titel verzichtete. Am 10. September 1711 wurde er in der Peerage of Great Britain auch zum Duke of Brandon und Baron of Dutton erhoben. Die Dukedoms Hamilton und Brandon sind seither vereinigt. Zum House of Lords wurde er aber trotz seines englischen Titels nicht zugelassen, da er zu den Hauptstützen der Partei der Stuarts in Schottland gehörte.
Der 7. Duke of Hamilton erbte 1761 auch die Titel 4. Marquess of Douglas, 14. Earl of Angus und 4. Lord Abernerthy and Jedburgh Forest. Der älteste Sohn des jeweiligen Dukes führt als Heir apparent seither den Höflichkeitstitel Marquess of Douglas and Clydesdale.
Der spätere 10. Duke wurde am 4. November 1806 durch Writ of Acceleration ins House of Lords berufen und erbte dadurch vorzeitig von seinem Vater den Titel 7. Baron Dutton. 1819 erbte er auch die übrigen Titel.
Heutiger Titelinhaber ist Alexander Douglas-Hamilton als 16. Duke of Hamilton und 13. Duke of Brandon.

## Weitere Titel
Der 1. Duke hatte von seinem Vater bereits 1625 die Titel Marquess of Hamilton (1599), Earl of Arran (1503), Earl of Cambridge (1619), Baron of Innerdale (1619), Lord Hamilton (1445) und Lord Aven and Innerdale (1599) geerbt. Sie waren nicht in weiblicher Linie vererbbar und erloschen beim Tod des 2. Dukes 1651 bzw. das Earldom Arran (1503) und die Lordship Hamilton (1445) ruhen seither.
Der 12. Duke erbte 1886 von seinem jüngeren Bruder auch die Titel 8. Earl of Selkirk und 8. Lord Daer and Shortcleugh. Sie fielen beim Tod des 13. Dukes 1940 aufgrund einer besonderen Erbregelung an dessen jüngeren Sohn George Douglas-Hamilton als 10. Earl.

## Liste der Dukes of Hamilton (1643)
- James Hamilton, 1. Duke of Hamilton (1606–1649)
- William Hamilton, 2. Duke of Hamilton (1616–1651)
- Anne Hamilton, 3. Duchess of Hamilton (um 1631–1716) (dankte 1698 zugunsten ihres Sohnes ab)

⚭ William Douglas, 1. Earl of Selkirk, Duke of Hamilton (1635–1694)
- James Douglas-Hamilton, 4. Duke of Hamilton, 1. Duke of Brandon (1658–1712)
- James Douglas-Hamilton, 5. Duke of Hamilton, 2. Duke of Brandon (1703–1743)
- James Douglas-Hamilton, 6. Duke of Hamilton, 3. Duke of Brandon (1724–1758)
- James Douglas-Hamilton, 7. Duke of Hamilton, 4. Duke of Brandon (1755–1769)
- Douglas Douglas-Hamilton, 8. Duke of Hamilton, 5. Duke of Brandon (1756–1799)
- Archibald Douglas-Hamilton, 9. Duke of Hamilton, 6. Duke of Brandon (1740–1819)
- Alexander Douglas-Hamilton, 10. Duke of Hamilton, 7. Duke of Brandon (1767–1852)
- William Douglas-Hamilton, 11. Duke of Hamilton, 8. Duke of Brandon (1811–1863)
- William Douglas-Hamilton, 12. Duke of Hamilton, 9. Duke of Brandon, 8. Earl of Selkirk (1845–1895)
- Alfred Douglas-Hamilton, 13. Duke of Hamilton, 10. Duke of Brandon, 9. Earl of Selkirk (1862–1940)
- Douglas Douglas-Hamilton, 14. Duke of Hamilton, 11. Duke of Brandon (1903–1973)
- Angus Douglas-Hamilton, 15. Duke of Hamilton, 12. Duke of Brandon (1938–2010)
- Alexander Douglas-Hamilton, 16. Duke of Hamilton, 13. Duke of Brandon (* 1978)

Heir apparent ist der Sohn des jetzigen Dukes, Douglas Douglas-Hamilton, Marquess of Douglas and Clydesdale (* 2012).